# Aage Pedersen
Aage Pedersen (* 1921 in Odense, Dänemark; † 17. Oktober 1995) war ein dänischer Elektroingenieur.
Von 1941 bis 1948 studierte er Physik und Elektrotechnik an der Technischen Universität Kopenhagen. 1949 machte er eine Studienreise durch Holland und England. Er erhielt ein zweijähriges Stipendium für die University of Liverpool, wo er elektrische Entladungen bei Hochspannung untersuchte.
Nachdem er 1953 nach Dänemark zurückgekehrt war, lehrte er an der Technischen Universität. 1956 ging er zur English Electrical Company, wo er Tests von Hochspannungstransformatoren beaufsichtigte. Danach ging er nach Schweden zu ASEA, wo er an rotierenden Hochspannungsmaschinen arbeitete und Epoxy als Isolationsmaterial für Generatorwindungen untersuchte. 1961 kehrte er an die Technische Universität Kopenhagen zurück und lehrte Physik und Starkstromtechnik.
| Personendaten    | Personendaten              |
| ---------------- | -------------------------- |
| NAME             | Pedersen, Aage             |
| KURZBESCHREIBUNG | dänischer Elektrotechniker |
| GEBURTSDATUM     | 1921                       |
| GEBURTSORT       | Odense, Dänemark           |
| STERBEDATUM      | 17. Oktober 1995           |